# Gustav Gull

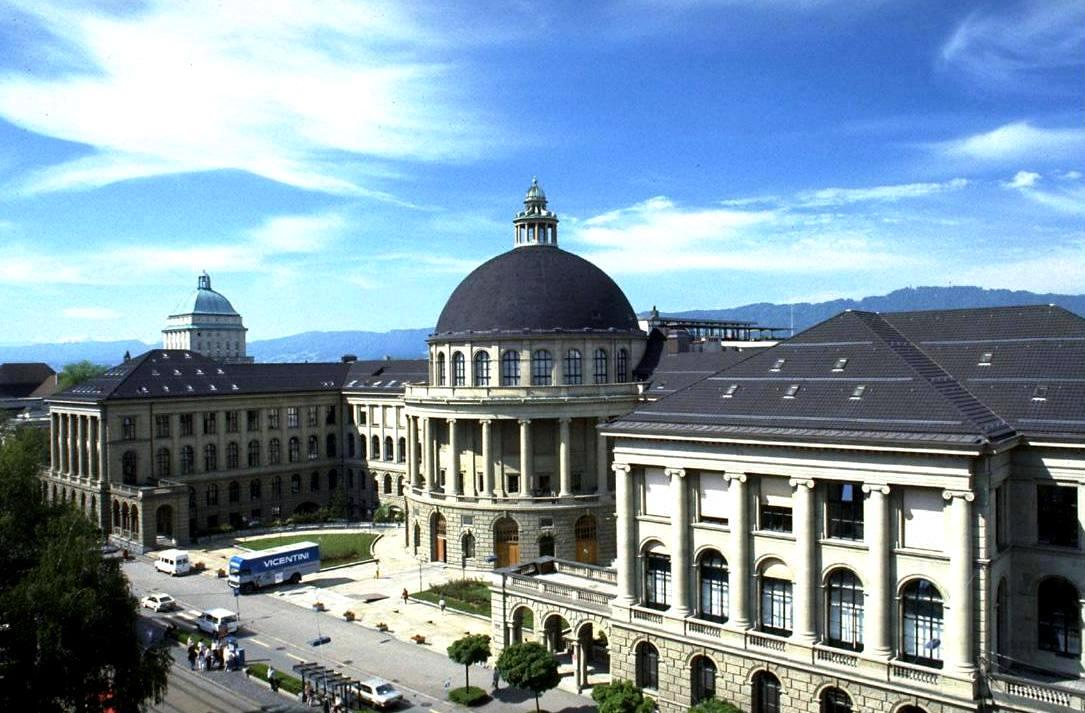
Une partie de l'ETH Zurich nouvellement construite par Gull

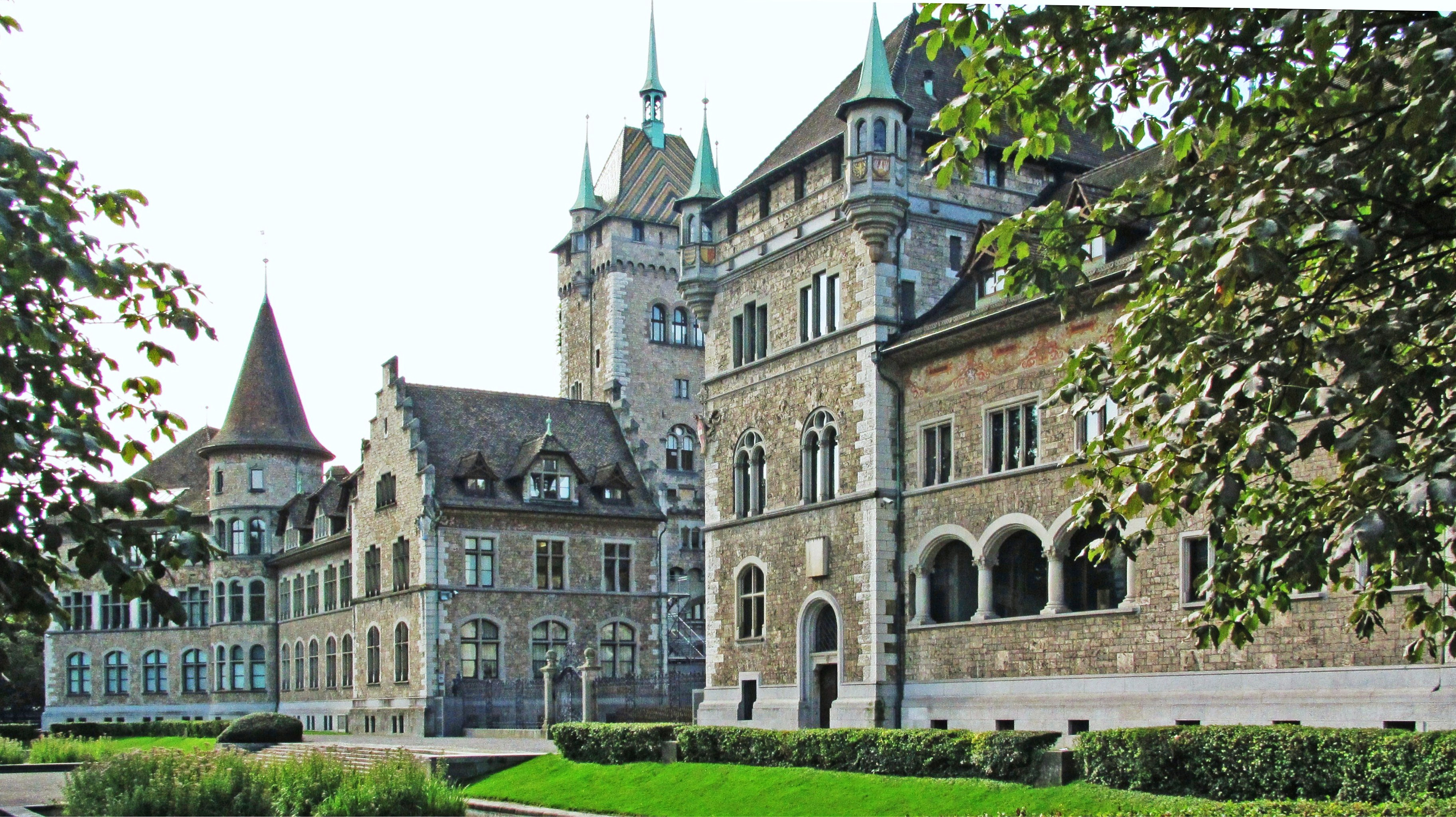
Musée national suisse de Zurich

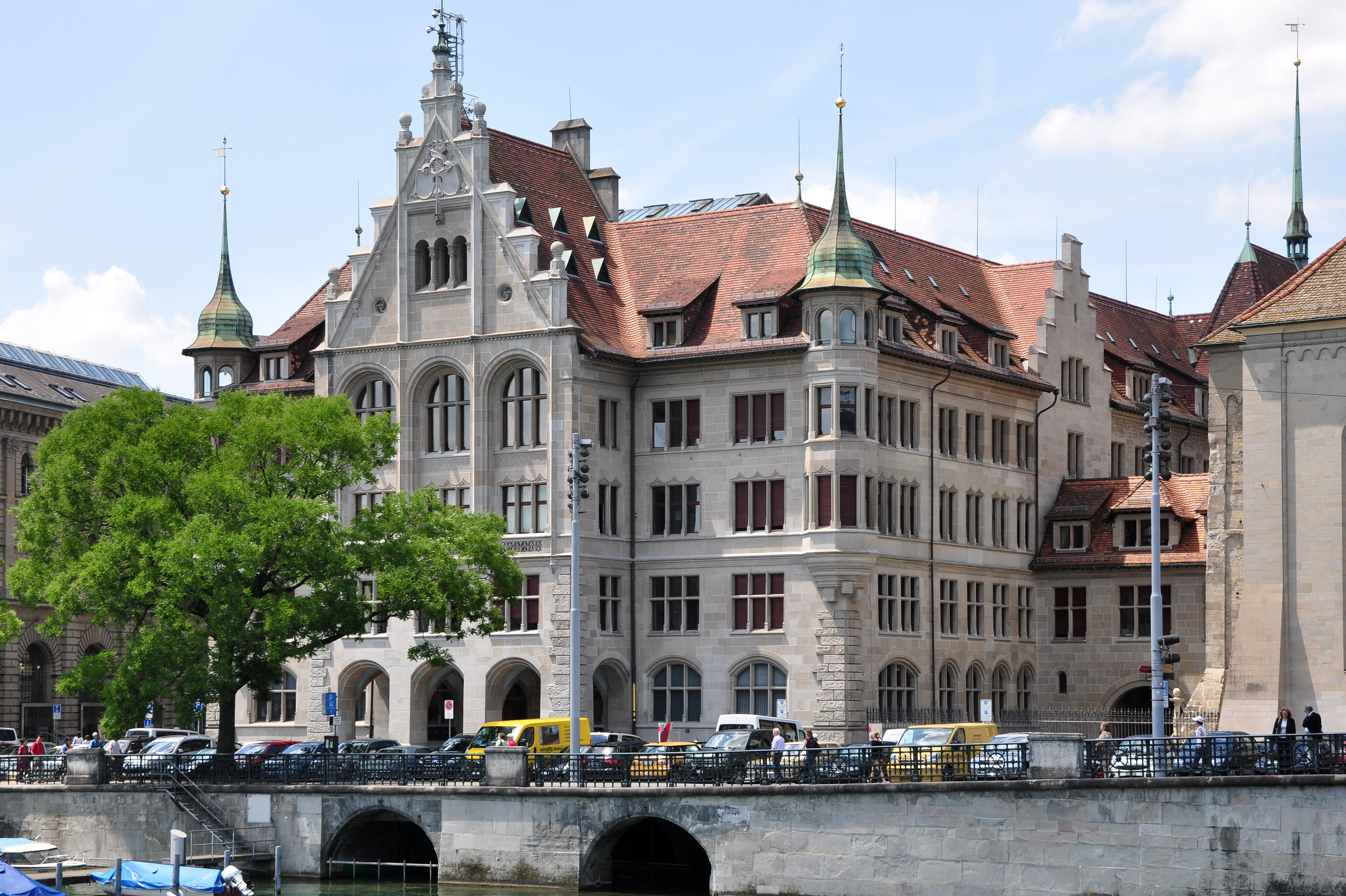
Hôtel de ville de Zurich

Gustav Gull (né le 7 décembre 1858 à Altstetten et mort le 10 juin 1942 à Zurich) est un architecte suisse de l'historicisme.

## Biographie
Gustav Gull est issu d'une famille de maîtres d'œuvre. Il a étudié l'architecture à l'École polytechnique de Zurich de 1876 à 1879. De 1879 à 1880, il suit des cours à l'École des arts décoratifs de Genève, puis effectue un stage chez Benjamin Recordon à Lausanne jusqu'en 1882. Après un voyage en Italie (1883/1884), il entre dans un partenariat avec Conrad von Muralt avec qui il construit entre autres la poste principale de Lucerne, et à Zurich l'école Lavater. En 1890, il reçoit la première commande de la ville de Zurich pour élaborer un projet de musée national suisse. De 1895 à 1900, il est architecte de la ville de Zurich, puis il travaille comme professeur d'architecture à l'École polytechnique de Zurich jusqu'en 1929. 
À quelques exceptions près, ses bâtiments sont concentrés à Zurich. Il a façonné de manière significative « l'axe Urania » Sihlporte - Uraniastrasse - Mühlegasse. Seule une partie de ses plans de développement pour le « Grand Zurich » a été construite. Les parties réalisées de la ville de bureaux « Urania » comprennent le bâtiment résidentiel et commercial avec l'observatoire d'Urania ainsi que les maisons officielles I - IV. 
La Beatenbrücke, où se trouve aujourd'hui le Mühlesteg, et la Stadthaus Lindenhof, pour laquelle le quartier Schipfe aurait dû être démoli, sont restées non réalisées. L'utopie est également restée la « percée de Zähringer » prévue de l'autre côté de la Limmat, un boulevard traversant la vieille ville, de Zähringerplatz à Heimplatz et le « bâtiment gouvernemental de Heimplatz ». 
Un autre bâtiment de Gull est l'Hôtel de ville de Zurich, pour la construction duquel la partie nord du Kratzquartier et le monastère du Fraumünster ont été démolis ; Gull a intégré le reste du cloître dans la cour de l'Hôtel de ville.
La tombe de Gull est au cimetière de Sihlfeld (Zurich).

## Œuvres (sélection)
- Bureau de poste principal, Lucerne, 1887 (avec Conrad von Muralt)
- Musée national suisse, Zurich, 1892–1898 ; Construit dans le style d'un château néo-gothique
- Villa Sihlberg, Zurich, 1898
- Hôtel de ville de Zurich, 1898-1901
- Pont Stauffacher, Zurich, 1899
- Villa Sonnenberg, Hochwachtstrasse 20, Winterthur, 1901-1902
- Restaurant et observatoire « Urania », Zurich, 1905–1909
- Bâtiment scolaire "Aemtler", Zurich, 1908
- Bureaux municipaux, Zurich, 1911-1914
- Dôme et tiges à l'École polytechnique de Zurich, 1915–1924 ; a complètement changé le caractère du bâtiment construit à l'origine par Gottfried Semper

## Étudiants connus
- Hermann Herter
- Otto Pfister
- Lux Guyer